# Xinran
Xuē Xīnrán, en chino tradicional 薛欣然, conocida por el seudónimo Xinran (Beijing, 1958) es una periodista china y británica, escritora, conferenciante, experta y defensora de los asuntos específicos de las mujeres. Consiguió ser una popular locutora radiofónica en China con un programa titulado "Palabras en la Brisa de Noche" realizado de 1989 a 1997. El programa estaba centrado en asuntos, vida e historia de las mujeres. Conocida extensamente en China por entrevistar mujeres para su trabajo, en 1997, se mudó a Londres y empezó escribir sobre las historias de las mujeres conocidas a lo largo de sus viajes. Su primer libro, Las buenas mujeres de China, fue publicado en 2002, y se convirtió en un best seller internacional. Frecuentemente colabora con The Guardian y con la BBC.

## Educación
Estudió en la Universidad Militar del ejército de liberación popular chino entre 1983 y 1987. Estudió relaciones Internacionales e inglés.

## Vida personal
Xinran nació en una familia rica y privilegiada el 19 de julio de 1958. Fue educada por sus abuelos debido a los encarcelamientos de sus padres durante la revolución cultural China. Ha dicho que sus primeros recuerdos eran de los Guardias Rojos que fueron a su casa cuando ella apenas  tenía 6 años.
Xinran estuvo casada, mientras trabajó como una administradora del ejército, y tiene un hijo, Panpan, que nació en 1988. Más tarde se divorció. Se trasladó a Londres en 1997 y se casó con el agente literario británico Toby Eady (hijo de la escritora Mary Wesley) en 2002.

## Libros
En Londres, empezó el trabajo de su libro seminal sobre las vidas de las mujeres chinas Las buenas mujeres de China, una memoria que relaciona muchas de las historias  escuchadas en su espectáculo radiofónico ("Palabras en la brisa de noche") en China.  El libro es una abierta revelación de muchos de los pensamientos de las mujeres chinas y describe aquello que tuvo lugar, durante y después de la Revolución Cultural cuando el Presidente Mao gobernó en China. El libro fue publicado en 2002 y ha sido traducido a más de treinta lenguas.
En las montañas sagradas, su segundo libro, fue publicado en 2004. Cuenta la historia  de Shu Wen, cuyo marido, solo unos cuantos meses después de su matrimonio en los años 50, se unió al ejército chino y fue enviado al Tíbet para la unificación de las dos culturas.
Una colección de Xinran, columnas de The Guardian de 2003 a 2005, Lo que el chino no Come, fue publicada en 2006. Cubre una amplia gama de temas, desde alimentos a temas de educación de sexo, incluyendo las experiencias de madres británicas con  hijas chinas adoptadas, las personas chinas y sus compras de Navidad o la experiencia de tener piscinas.
Señorita Chopstick, fue publicada en julio de 2007. Explora la difícil relación entre trabajadores "emigrantes chinos" y las ciudades en las que ellos viven y trabajan. La reforma económica de China está cambiando la función de sus señoritas Chopstick. Una vez que la carga de trabajo casero se aligera, pueden tomar trabajos de ciudad como camareras, limpiadoras, trabajadoras en fábricas y otros; trayendo fardos de dinero efectivo a casa; ganándose un respeto sin precedentes en pueblos con tradición patriarcal  y ganar el respeto y los corazones de los habitantes de la ciudad.
El quinto libro de Xinran, Generación Mao: las voces de una generación silenciada fue publicado en el Reino Unido en octubre de 2008. Está basado en veinte años de entrevistas realizadas por Xinran con las últimas dos generaciones en China y en la introducción explica como el estilo de escribir de su suegra Mary Wesley fue un ejemplo para escribir este libro. Xinran espera, ‘restaurar una historia moderna real de China, de personas reales después de que la mayoría de evidencia histórica estuvo destruida por la Revolución Cultural'. Después, en febrero de 2010, con la publicación de Mensaje  de una Madre china Desconocida, una colección de historias desgarradoras de madres chinas quiénes han perdido o tuvieron que abandonar niños. En 2015 publicó Comprarme el Cielo, el cual contiene las historias de los niños llegados durante la política de Un niño en China y el efecto que aquello ha tenido en sus vidas, familias y capacidad para afrontar los retos de la vida.
Su último libro, La promesa: cuentos de amor y pérdida en China moderna, fue publicado por I.B.Tauris/Bloomsbury en 2019. Kirkus y las críticas lo llamaron un gran trabajo que restaura una generación perdida para la historia' y Robert O'Brien en Tablet dijo, Como nuestra curiosidad sobre China crece, seguramente devenga lectura esencial'.

## Otros trabajos
En agosto de 2004 Xinran publicó ‘Las Madres' Puente hacia eL amor' (MBL). MBL busca a nivel internacional a niños chinos en todas las  esquinas del mundo, para crear un puente de comprensión entre China y el oeste, y entre cultura nativa y culturas adoptivas. MBL finalmente quiere construir un puente de ayuda, llenar el vacío de pobreza qué existe en algunas partes de China. El libro MBL para familias adoptivas, El puente de la madre de amor, consiguió ser el tercero en la lista de revista de Time en el listado de los libros de niños en 2007.
Xinran a menudo opina en los medios de comunicación occidentales (incluyendo BBC y The Guardian) sobre las relaciones occidentales con China, y hace televisión y trabajos radiofónicos. Es una miembro del Consejo consultivo del Festival de Casa de Asia de literatura asiática.